# Hell and High Water (Major Lazer)
Hell and High Water is een nummer van het Amerikaanse dj-trio Major Lazer uit 2020, ingezongen door de eveneens Amerikaanse zangeres Alessia Cara.
Het korte tropical housenummer wist enkel in het Nederlandse taalgebied een klein succesje te worden. In Nederland bereikte het de 13e positie in de Tipparade. Ook werd het gemaakt in Maak 't of kraak 't, een programmaonderdeel met nieuwe muziek op Radio 538. In Vlaanderen kwam het nummer ook enkel tot de Tipparade.